# Atractus caxiuana
Atractus caxiuana là một loài rắn trong họ Colubridae. Loài này được Da Costa Prudente & Santos-Costa mô tả khoa học đầu tiên năm 2006.